# Alfred Jauch
Alfred Ambrosius Jauch – szwajcarski zapaśnik walczący w stylu wolnym. Olimpijczyk z Londynu 1948, gdzie zajął szesnaste miejsce w kategorii do 67 kg.

## Letnie Igrzyska Olimpijskie 1948
| Konkurencja          | Rundy eliminacyjne      | Klas. końcowa |
| Konkurencja          | Przeciwnik I            | Miejsce       |
| -------------------- | ----------------------- | ------------- |
| 67 kg styl klasyczny | Abraham Kurland (DEN) P | 16.           |